# Certolizumab pegol

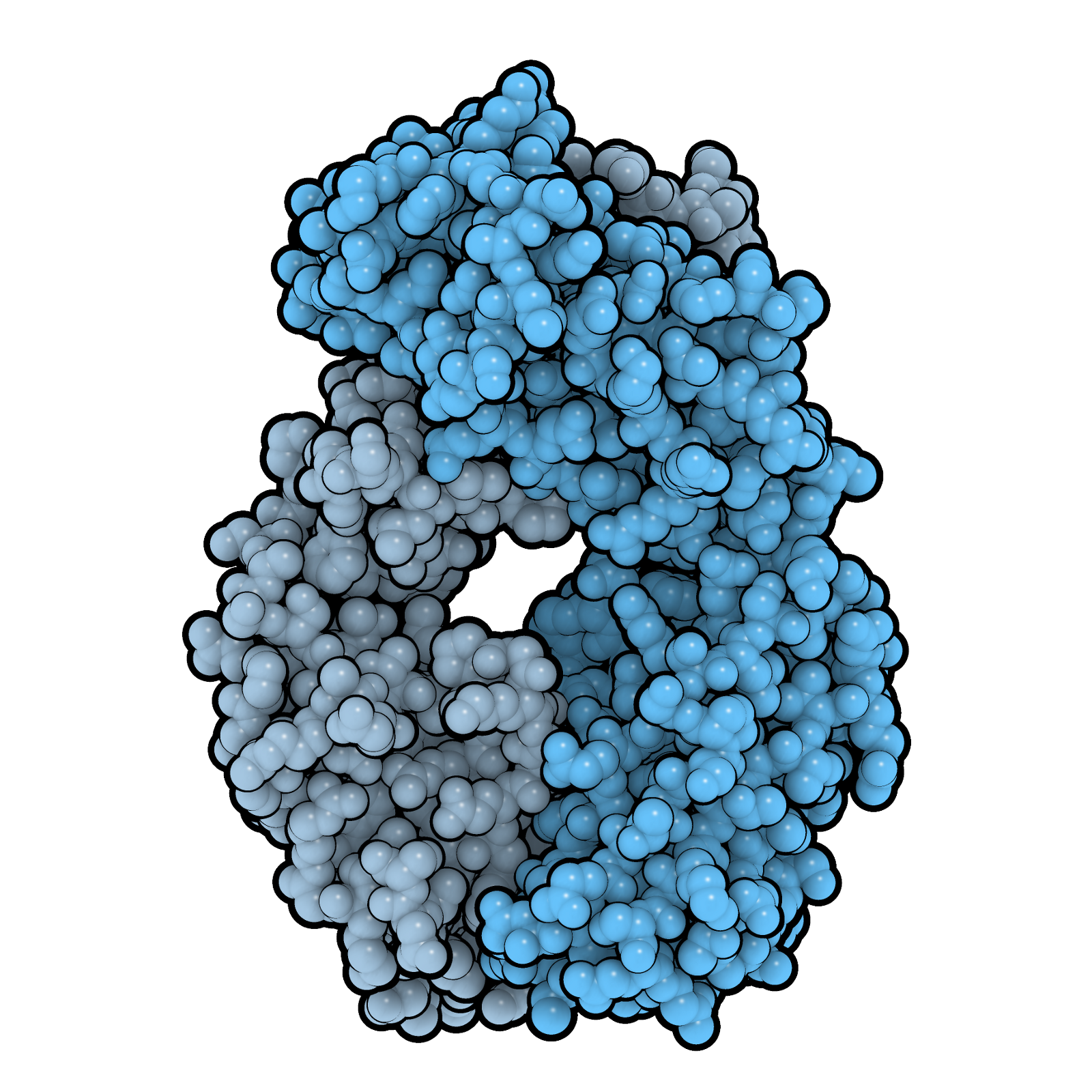
Visualisation 3D de l'anticorps monoclonal certolizumab pegol

Le Certolizumab pegol est un anticorps monoclonal dirigé contre le TNF alpha. Il est dit « pegol » car il est lié à du polyéthylène glycol.

## Les approbations et les indications

### La Maladie de Crohn
Le 22 avril 2008, la FDA a approuvé Cimzia du laboratoire UCB Pharma SA dans le traitement de la maladie de Crohn chez les personnes qui ne répondent pas suffisamment au traitement standard,,.

### La polyarthrite rhumatoïde
Il est actif dans les formes résistantes de la polyarthrite rhumatoïde. Même s'il n'est pas plus efficace, en association avec le méthotrexate, que l'adalimumab , dans cette indication, il peut constituer une alternative aux formes résistantes à ce dernier.
Le 26 juin 2009, le Comité des médicaments à Usage Humain (CHMP) de l'Agence Européenne des Médicaments (EMA) a émis un avis favorable recommandant que la Commission Européenne d'accorder une autorisation de commercialisation pour Cimzia dans le traitement de la polyarthrite rhumatoïde, le CHMP a refusé l'approbation pour le traitement de la maladie de Crohn. L'amm a été accordée à UCB Pharma SA, le 1er octobre 2009.

## Méthode d'action
Le Certolizumab pegol est un anticorps monoclonal dirigé contre le TNF alpha. Plus précisément, c'est un fragment Pégylé Fab humanisé inhibiteur du TNF (Chimère homme-souris).

## Effets secondaires
Des effets secondaires graves se produisent dans 2 % des personnes qui prennent le médicament.